# Локалита Ил Коле (Сијена)
Локалита Ил Коле је насеље у Италији у округу Сијена, региону Тоскана.
Према процени из 2011. у насељу је живело 45 становника. Насеље се налази на надморској висини од 325 м.